# Postamt Lichterfelde

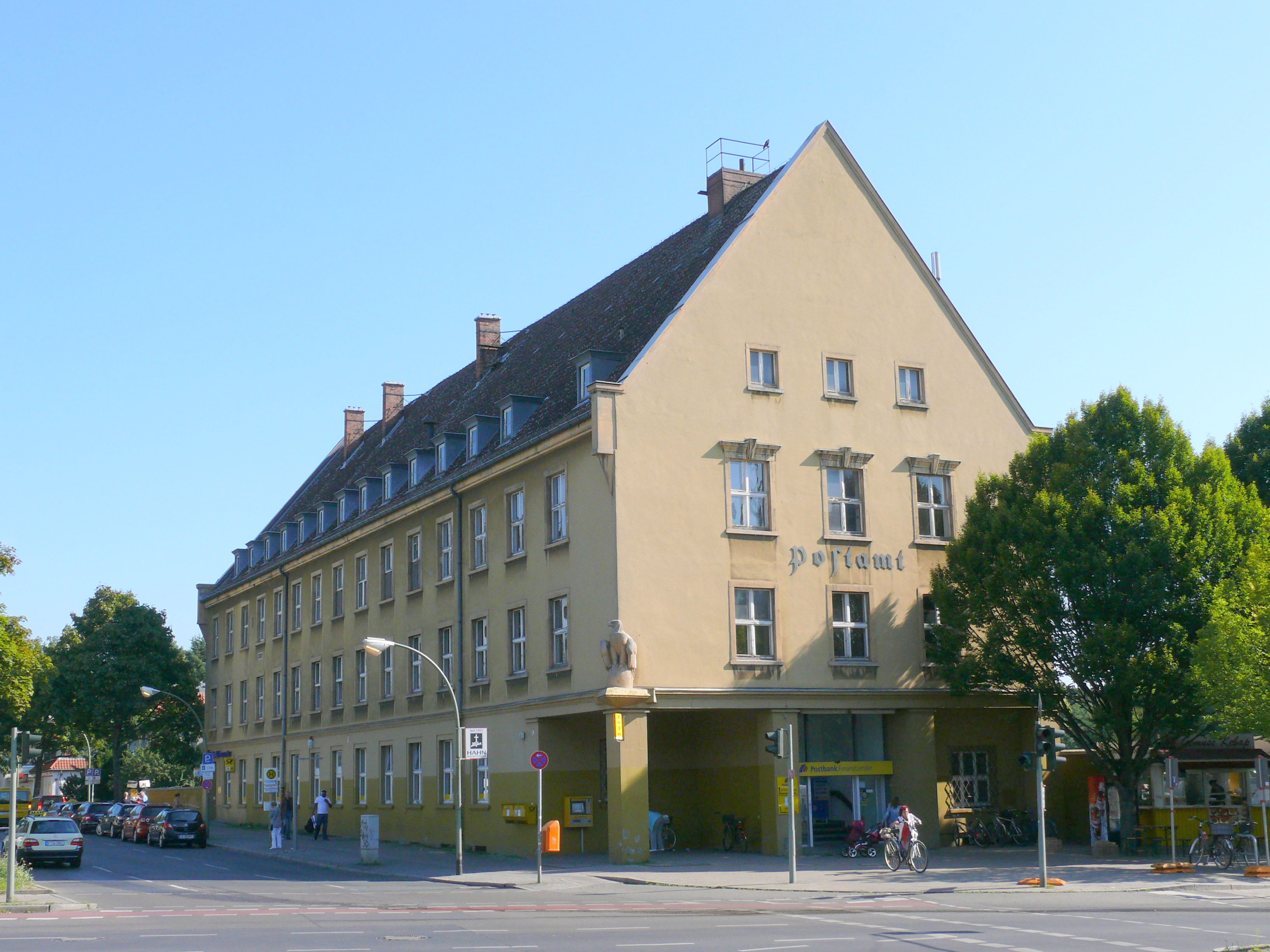
Postamt Lichterfelde, 2012

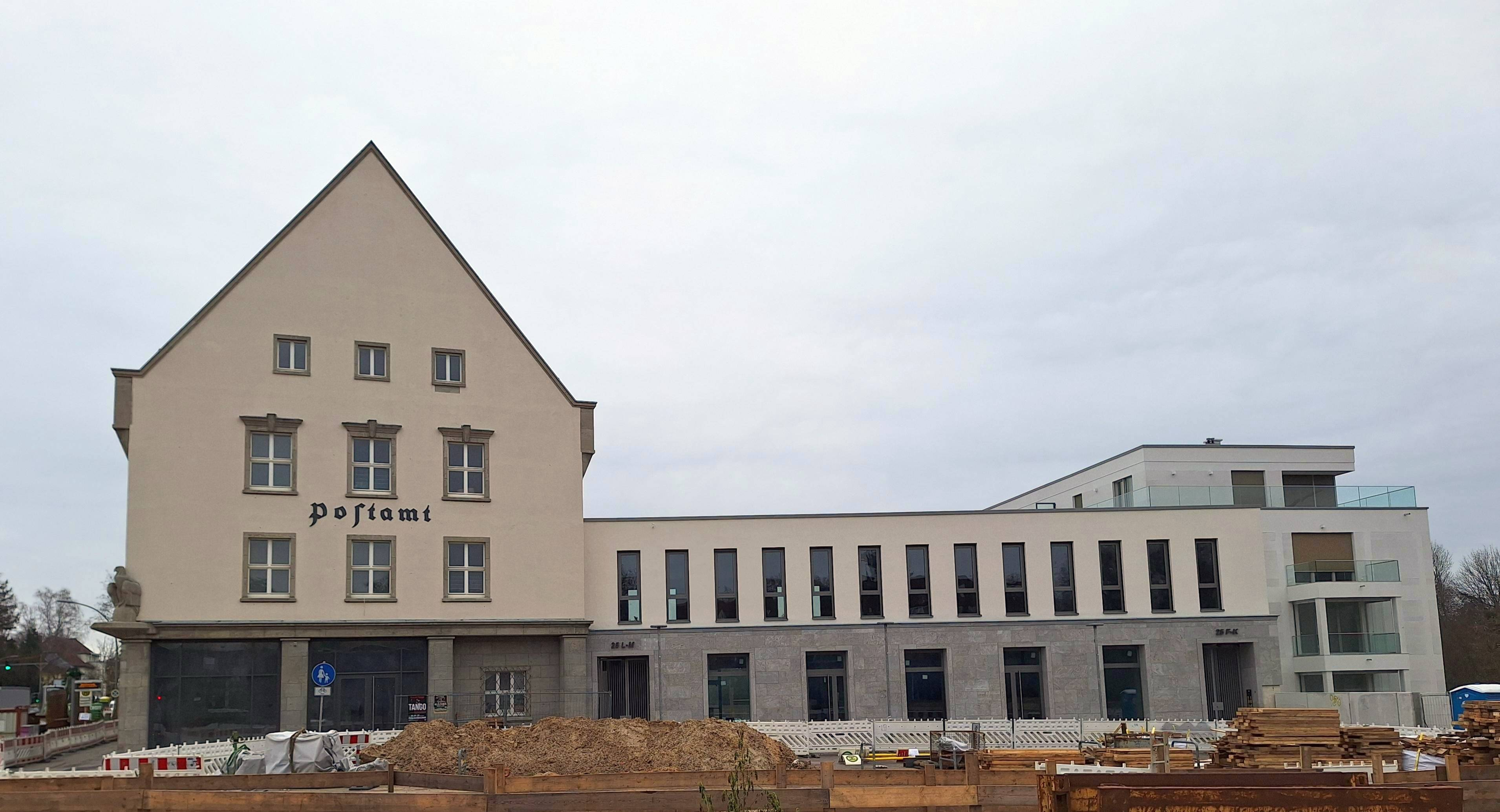
Baustelle mit Anbau an der Königsberger Straße am ehemaligen Postamt Lichterfelde, 2025

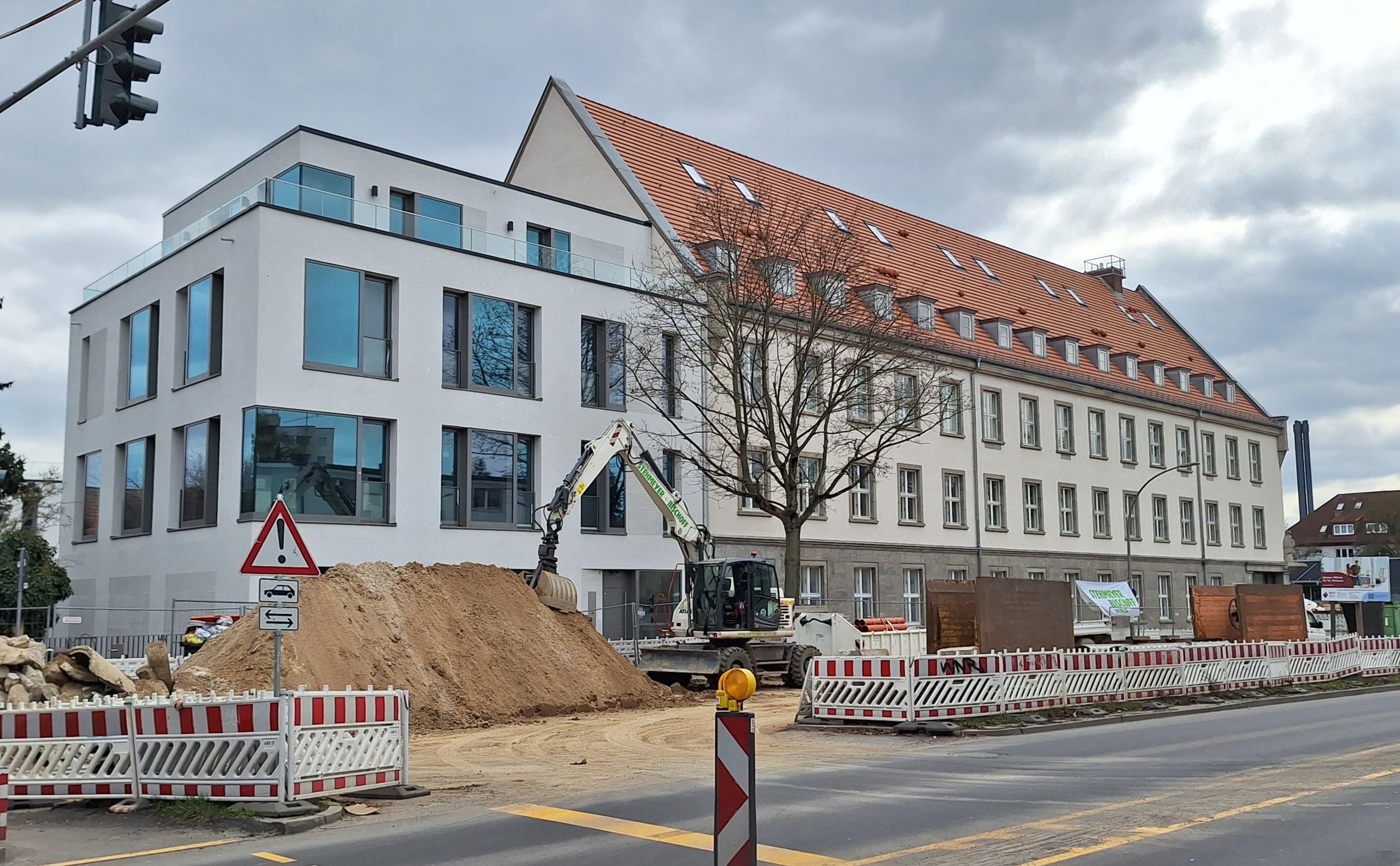
Baustelle mit Anbau am Hindenburgdamm am ehemaligen Postamt Lichterfelde, 2025

Das Postamt Lichterfelde wurde in den Jahren 1925–1929 nach den Plänen von Postbaurat Robert Gaedicke auf dem Grundstück Hindenburgdamm 1 gegenüber der bekannten Ausflugsgaststätte Wiesenbaude gebaut.
Das große und markante Gebäude mit dem Satteldach und der Frakturschrift Postamt an der südlichen Giebelseite prägt die große und verkehrsreiche Kreuzung westlich vom Teltowkanal. Hier trafen die Chausseestraße (heute: Hindenburgdamm), Wilhelmstraße (heute: Königsberger Straße), Teltower Straße (heute: Goerzallee), Zehlendorfer Straße (heute: Finckensteinallee) und Drakestraße zusammen.
Das Postamt stand viele Jahre unter den Amtsbezeichnungen Lichterfelde 1 und später Berlin 45 im Postdienst zur Verfügung.
Das Gebäude wurde unter Denkmalschutz gestellt und in die Berliner Landesdenkmalliste aufgenommen, siehe auch Liste der Kulturdenkmale in Berlin-Lichterfelde.
Ab 2010 hatte die Deutsche Post AG im Rahmen von betrieblichen Umstrukturierungen u. a. die Zustellfunktionen im großen Gebäude reduziert, wollte dort aber zunächst weiter Postdienstleistungen im eingeschränkten Umfang anbieten. Das Grundstück wurde an einen privaten Investor verkauft, für die geplante baurechtliche Umnutzung musste allerdings der Bebauungsplan B 6-27 aufgestellt werden, da für das Grundstück bislang die Nutzung als Gemeinbedarfsfläche mit der besonderen Zweckbestimmung „Post“ festgesetzt war. Das Gebäude wird seit 2019 umgebaut und erhielt Anbauten am Hindenburgdamm, an der Königsberger Straße und auf dem ehemaligen Posthof am Teltowkanal. Unter dem Projektnamen Am Postufer soll es hier zukünftig 48 Wohnungen und Gewerberäume geben.